# Fraccionamiento Aruamo
Fraccionamiento Aruamo är en ort i Mexiko.   Den ligger i kommunen Tancítaro och delstaten Michoacán de Ocampo, i den södra delen av landet, 300 km väster om huvudstaden Mexico City. Fraccionamiento Aruamo ligger 2 038 meter över havet och antalet invånare är 286.
Terrängen runt Fraccionamiento Aruamo är kuperad åt sydväst, men åt nordost är den bergig. Runt Fraccionamiento Aruamo är det ganska glesbefolkat, med 42 invånare per kvadratkilometer. Närmaste större samhälle är Tancítaro, 2,6 km norr om Fraccionamiento Aruamo. I omgivningarna runt Fraccionamiento Aruamo växer huvudsakligen savannskog.